# Rogério Vieira (ator)
Rogério Vieira (Lourenço Marques, 1948) é um actor e encenador português.
Em 1968 foi estudar para o Damelin College, em Johannesburg, e mais tarde regressou a Lourenço Marques, onde iniciou a sua participação em actividades de teatro amador.
Em 1974 é admitido na Escola de Teatro do Conservatório Nacional de Lisboa, mas não chegou a frequentar o curso por ser convidado a integrar um novo grupo teatral em formação, sob a direcção dos actores João Perry e Carlos Cabral, onde se estréia profissionalmente no espectáculo A Festa, no Teatro Villaret.
A partir de 1976, a sua actividade intensifica-se com a sua associação ao elenco base do Teatro da Cornucópia, sob a direcção de Luís Miguel Cintra e Jorge Silva Melo.
Bolseiro da Fundação Calouste Gulbenkian, em 1985, Rogério Vieira fez uma viagem de estudo a Washington, New-York, Londres, Paris e Berlim, com o objectivo de tomar contacto com vários modos de funcionamento de diversas companhias de teatro.
Nas últimas décadas participou em mais de 40 espectáculos, entre os quais se destacam: Três Irmãs (1988) de Tchekov (nomeação na categoria de melhor actor para o Prémio Garrett 1988, pelo desempenho do papel de Solioni) e Dor (1996) de José Meireles – Encenação do Autor em co-produção com o Teatro da Cornucópia, exibida em Outubro no Festival de Théatre Portugais em Paris, Bruxelas e Genève.
Paralelamente, produziu, encenou e interpretou peças de teatro, entre outras, Memórias de Uma Mulher Fatal (1981) – de Augusto Sobral, por cujo trabalho recebeu o Prémio Revelação da Casa da Imprensa e Abel Abel (1984) de Augusto Sobral, com o qual ganhou o Prémio Revelação de Encenação da Associação Portuguesa de Críticos.
Em televisão, participou em alguns filmes, salientando Daisy: Um Filme Para Fernando Pessoa, de Margarida Gil (1991).

## Filmografia
Para além do teatro, Rogério Vieira tem mantido uma actividade regular como actor em vários filmes no cinema, entre eles:
- Silvestre de João César Monteiro (1982);
- Conversa Acabada (1982);
- Tráfico (1998) de João Botelho;
- Le Soulier de Satin (1985);
- Os Canibais (1988);
- A Caixa (1994);
- Palavra e Utopia (2000)
- Espelho Mágico (2005) de Manoel de Oliveira.